# 中國大陸電力產業

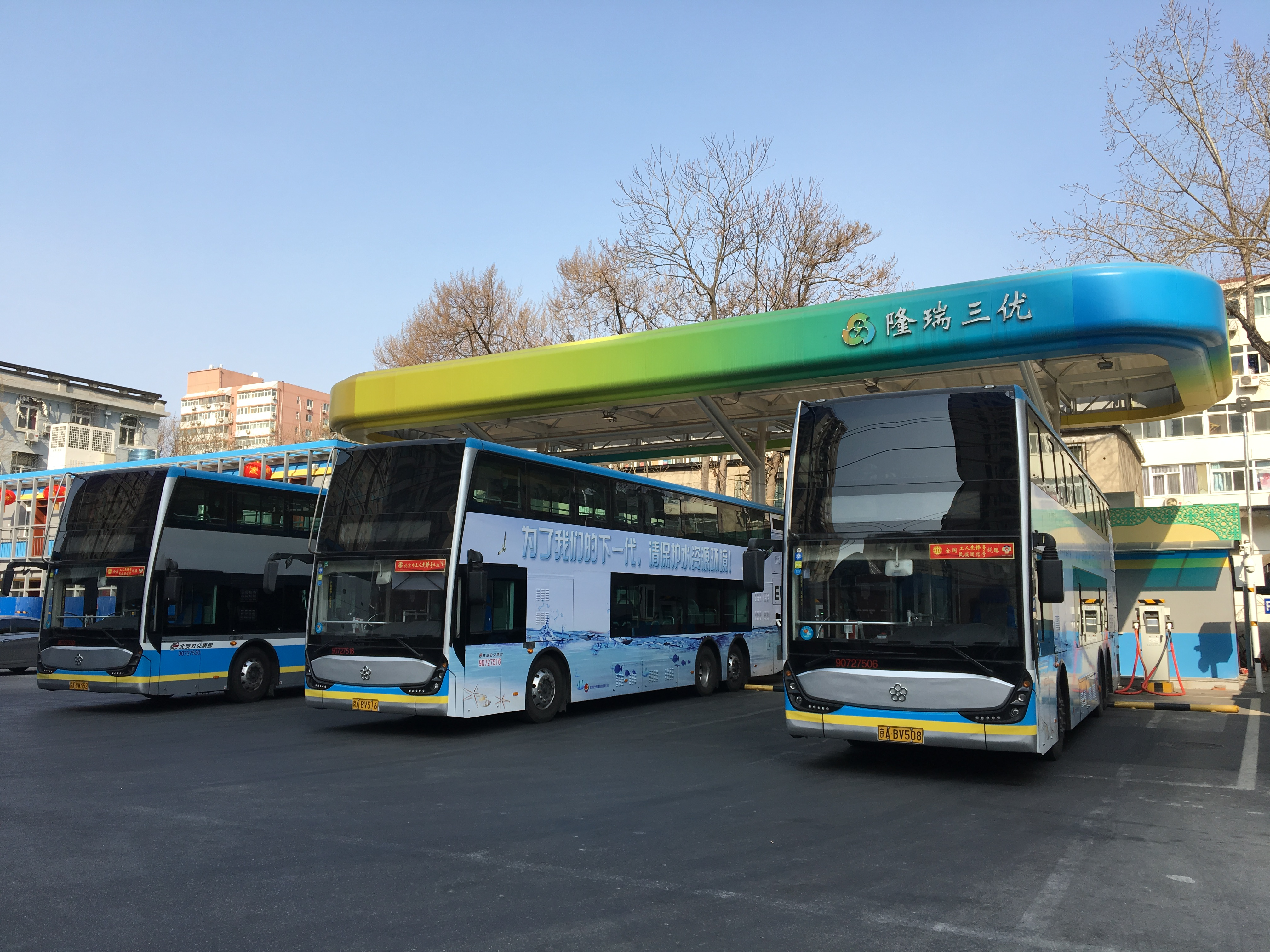
北京市南菜園電動公交車充電站（2018年）。

中國是世界上最大的電力生產國（參見各國發電量列表）， 中國大陸電力產業（英語：Electricity sector in China）自1990年代初開始快速成長，發電量已於2011年超越美國。 中國發電量於2021年為8.5拍瓦時(PWh，1015瓦時，即1,000萬億瓦時）)，約佔全球發電量的30%。
中國大部分電力產自燃煤發電廠（於2021年佔總發電量的62%），是中國溫室氣體排放中的重要因素。中國的再生能源發電量也持續成長中，此種能源發電量於2023年第一季達到594.7太瓦時（TWh，1012瓦時,10,000億瓦時），比前一年同期增加11.4%，其中風能發電和太陽能發電量合計為342.2太瓦時，較前一年同期成長27.8%。 
中國於2023年的總裝置發電容量為2.92太瓦，其中再生能源裝置容量為1.26太瓦，而風能發電裝置容量為376吉瓦（Gw，十億瓦），太陽能發電裝置容量為425吉瓦。其餘大部分均為燃煤發電（於2019年的裝置容量為1,040吉瓦）。核能也扮演越來越重要的角色。截至2023年2月，中國已營運55座核能發電廠，裝置容量為57吉瓦，在建核電廠有22座，裝置容量為24吉瓦，規劃中的核能發電廠有70餘座，裝置容量為88吉瓦。目前該國的核能發電量約佔總發電量的5%。
中國擁有兩個廣域同步電網，即國家電網公司和中國南方電網公司。在中國北方的電網已於2005年實現併網。中國所有的省份自2011年起都已實現互聯。前述兩個電網透過超高壓直流輸電背靠背連接的方式運作。
中國能源儲量豐富，煤炭儲量居世界第四位，也有豐富的水力資源。然而中國東北省分（黑龍江省、吉林省、遼寧省）和北方省分（山西省、陝西省和河南省）的煤田與西南省分（四川省、雲南省、西藏）的水力發電廠，與位於東部（上海市及浙江省）和南方省分（廣東省及福建省）中工業成長迅速，需用到大量電力的地區並不匹配。

## 歷史
中國於1996年4月開始實施《中華人民共和國電力法》，目的在促進電力工業發展，保護投資者、管理者和消費者的合法權利，並對發電、配電和用電進行規範。
中國在1994年以前的電力供應由省級政府電力局管理，現在此類公用事業由政府管理結構之外的公司管理。
國務院於2002年12月將國家電力公司（SPC）解散，結束其對電力產業的壟斷，之後成立11家規模較小的公司。 SPC原擁有全國46%的發電資產和90%的供電資產。這些規模較小的公司中包括兩家電網營運商、五家發電公司和四家相關商業公司。前述五家發電公司具有的發電量不到全國發電量的20%（32吉瓦）。進行中的改革將發電廠與供電網絡分開，把大量國有財產私有化，鼓勵競爭，並進行訂價機制改革。.
預計城市電公司將會分成發電公司和供電公司兩部分。讓不同發電商間於未來幾年內進行競爭。
中國華南地區從長江流域一直延伸到南海是該國於1980年代和1990年代最先實現經濟自由化的地區，也是中國大部分最現代化，且通常是外資製造業的所在地。位於華北、東北地區的老工業區仍以供應國內需求為主，相對上有遲滯現象。
中國電力產業於近代的特徵是成長速度快、裝機規模龐大。 中國於2014年的發電裝置容量為1,505吉瓦，發電量為5,583太瓦時，位居世界第一。中國還擁有世界上最大的火力發電裝置容量、最大的水力發電裝置容量、最大的風能發電裝置容量和最大的太陽能發電裝置容量。雖然在2014年的風能和太陽能裝置容量會快速成長，且到2020年核能發電裝置容量將增加至60吉瓦，但在2020年的燃煤發電裝置容量仍佔總裝置容量的65%至75%。
根據《紐約時報》報導，中國於2011年春季仍會發生電力短缺，時有停電情況。而政府監管的電價並未因煤炭價格上漲而作調整。
中國領導人習近平於2020年宣布該國的氣候目標將根據《巴黎協議》，在2060年之前實現淨零排放。

## 生產與裝置容量
本圖縱軸單位為太瓦時（TWh）
- 風能
- 太陽能
- 水力
- 生物燃料及廢棄物
- 核能
- 煤炭
- 石油
- 天然氣
- 化石能源 (包含生物質)

| 年     | 總數      | 化石燃料  | 化石燃料  | 化石燃料  | 核能    | 再生能源  | 再生能源 | 再生能源   | 再生能源 | 再生能源 | 再生能源 | 再生能源 | 再生能源 | 總數 再生能源 | % 再生能源 |
| 年     | 總數      | 煤炭      | 石油      | 天然氣    | 核能    | 水力      | 風能     | 太陽能光電 | 生物燃料 | 廢棄物   | 太陽熱能 | 地熱能   | 潮汐能   | 總數 再生能源 | % 再生能源 |
| ------ | --------- | --------- | --------- | --------- | ------- | --------- | -------- | ---------- | -------- | -------- | -------- | -------- | -------- | ------------- | ---------- |
| 2008年 | 3,481,985 | 2,743,767 | 23,791    | 31,028    | 68,394  | 585,187   | 14,800   | 152        | 14,715   | 0        | 0        | 144      | 7        | 615,005       | 17.66%     |
| 2009年 | 3,741,961 | 2,940,751 | 16,612    | 50,813    | 70,134  | 615,640   | 26,900   | 279        | 20,700   | 0        | 0        | 125      | 7        | 663,651       | 17.74%     |
| 2010年 | 4,207,993 | 3,250,409 | 13,236    | 69,027    | 73,880  | 722,172   | 44,622   | 699        | 24,750   | 9,064    | 2        | 125      | 7        | 801,441       | 19.05%     |
| 2011年 | 4,715,761 | 3,723,315 | 7,786     | 84,022    | 86,350  | 698,945   | 70,331   | 2,604      | 31,500   | 10,770   | 6        | 125      | 7        | 814,288       | 17.27%     |
| 2012年 | 4,994,038 | 3,785,022 | 6,698     | 85,686    | 97,394  | 872,107   | 95,978   | 6,344      | 33,700   | 10,968   | 9        | 125      | 7        | 1,019,238     | 20.41%     |
| 2013年 | 5,447,231 | 4,110,826 | 6,504     | 90,602    | 111,613 | 920,291   | 141,197  | 15,451     | 38,300   | 12,304   | 26       | 109      | 8        | 1,127,686     | 20.70%     |
| 2014年 | 5,678,945 | 4,115,215 | 9,517     | 114,505   | 132,538 | 1,064,337 | 156,078  | 29,195     | 44,437   | 12,956   | 34       | 125      | 8        | 1,307,170     | 23.02%     |
| 2015年 | 5,859,958 | 4,108,994 | 9,679     | 145,346   | 170,789 | 1,130,270 | 185,766  | 45,225     | 52,700   | 11,029   | 27       | 125      | 8        | 1,425,180     | 24.32%     |
| 2016年 | 6,217,907 | 4,241,786 | 10,367    | 170,488   | 213,287 | 1,193,374 | 237,071  | 75,256     | 64,700   | 11,413   | 29       | 125      | 11       | 1,581,979     | 25.44%     |
| 2017年 | 6,452,900 | 4,178,200 | 2,700     | 203,200   | 248,100 | 1,194,700 | 304,600  | 117,800    | 81,300   | 81,300   |          |          |          | 1,700,000     | 26.34%     |
| 2018年 | 6,994,700 | 4,482,900 | 1,500     | 215,500   | 295,000 | 1,232,100 | 365,800  | 176,900    | 93,600   | 93,600   |          |          |          | 1,868,400     | 26.71%     |
| 2019年 | 7,326,900 | 4,553,800 | 1,300     | 232,500   | 348,700 | 1,302,100 | 405,300  | 224,000    | 112,600  | 112,600  |          |          |          | 2,044,000     | 27.76%     |
| 2020年 | 7,623,600 | 4,629,600 | 10,800    | 252,500   | 366,200 | 1,355,200 | 466,500  | 261,100    | 43,800   | 135,500  |          |          |          | 2,218,300     | 29.09%     |
| 2021年 | 8,395,900 | 5,042,600 | 12,200    | 287,100   | 407,500 | 1,339,900 | 655,800  | 327,000    | 50,200   | 165,800  |          |          |          | 2,488,500     | 29.64%     |
| 2022年 | 8,848,710 | 5,888,790 | 5,888,790 | 5,888,790 | 417,780 | 1,352,200 | 762,670  | 427,270    |          |          |          |          |          | 2,542,120     | 28.73%     |
| 2023年 | 9,456,440 | 6,265,740 | 6,265,740 | 6,265,740 | 434,720 | 1,285,850 | 885,870  | 584,150    |          |          |          |          |          | 2,755,880     | 29.14%     |

|            | 總數  | 產自煤炭 | 煤炭 % |
| ---------- | ----- | -------- | ------ |
| 2004       | 2,200 | 1,713    | 78%    |
| 2007       | 3,279 | 2,656    | 81%    |
| 2008       | 3,457 | 2,733    | 79%    |
| 2009       | 3,696 | 2,913    | 79%    |
| 2010       | 4,208 | 3,273    | 78%    |
| 2011       | 4,715 | 3,724    | 79%    |
| 2012       | 4,937 | 3,850    | 78%    |
| 2013       | 5,398 | 4,200    | 78%    |
| 2014       | 5,583 | 4,354    | 78%    |
| 2015       | 5,666 | 4,115    | 73%    |
| 2016       | 5,920 | 3,906    | 66%    |
| 2017       | 6,453 | 4,178    | 65%    |
| 2018       | 6,995 | 4,483    | 64%    |
| 2019       | 7,327 | 4,554    | 62%    |
| 2020       | 7,623 | 4,926    | 60.7%  |
| 2021       | 8,395 | 5,042    | 60%    |
| 未包括香港 |       |          |        |

ChinaEnergyPortal.org
根据中國能源入口網站 统计。 中國於2020年電力及其他能源統計（初步資料）如下
| 能源         | 2019 [太瓦時] | 2020 [太瓦時] | 變動 [%] |
| ------------ | ------------- | ------------- | -------- |
| 全部電力生產 | 7,326.9       | 7,623.6       | 4.0      |
| 水力         | 1,302.1       | 1,355.2       | 4.1      |
| 地熱能       | 5,046.5       | 5,174.3       | 2.5      |
| 核能         | 348.7         | 366.2         | 5.0      |
| 風能         | 405.3         | 466.5         | 15.1     |
| 太陽能       | 224           | 261.1         | 16.6     |

| 能源         | 2019 [吉瓦] | 2020 [吉瓦] | 變動 [%] |
| ------------ | ----------- | ----------- | -------- |
| 裝置發電容量 | 2,010.06    | 2,200.58    | 9.5      |
| 水力         | 358.04      | 370.16      | 3.4      |
| 地熱能       | 1,189.57    | 1,245.17    | 4.7      |
| 核能         | 48.74       | 49.89       | 2.4      |
| 風能         | 209.15      | 281.53      | 34.6     |
| 太陽能       | 204.18      | 253.43      | 24.1     |

| 能源         | 2019 [兆瓦] | 2020 [兆瓦] | 變動 [%] |
| ------------ | ----------- | ----------- | -------- |
| 發電容量變動 | 105,000     | 190,870     | 81.8     |
| 水力         | 4,450       | 13,230      | 197.7    |
| 地熱能       | 44,230      | 56,370      | 27.4     |
| 核能         | 4,090       | 1,120       | −72.6    |
| 風能         | 25,720      | 71,670      | 178.7    |
| 太陽能       | 26,520      | 48,200      | 81.7     |

註記：變動為新建的裝置容量扣除除役容量後而得。
National Bureau of Statistics of China
官方英文版中數字並未全部更新。數字為"一億千瓦時"，即100吉瓦時（或是0.1太瓦時）
| 不同能源生產的電力 | 2011年 | 2012年  | 2013年  | 2014年  | 2015年  | 2016年  | 2017年  | 2018年  | 2019年  | 2020年  | 2021年 |
| ------------------ | ------ | ------- | ------- | ------- | ------- | ------- | ------- | ------- | ------- | ------- | ------ |
| 水力               | 6989.4 | 8721.1  | 9202.9  | 10728.8 | 11302.7 | 11840.5 | 11978.7 | 12317.9 | 13044.4 | 13552.1 | 13401  |
| 地熱能             | 38337  | 38928.1 | 42470.1 | 44001.1 | 42841.9 | 44370.7 | 47546   | 50963.2 | 52201.5 | 53302.5 | 56463  |
| 核能               | 863.5  | 973.9   | 1116.1  | 1325.4  | 1707.9  | 2132.9  | 2480.7  | 2943.6  | 3481    | 3662    | 4075   |
| 風力               | 703.3  | 959.8   | 1412    | 1599.8  | 1857.7  | 2370.7  | 2972.3  | 3659.7  | 4057    | 4665    | 6556   |
| 太陽能             | 26     | 63.4    | 154.5   | 292     | 452.3   | 752.6   | 1178    | 1769    | 2240    | 2611    | 3270   |

## 不同能源

### 燃煤發電
中國燃煤發電指的是在中國境內燃燒煤炭以生產電力（並經由該國國營國家電網公司負責配送）。中國的燃煤發電是導致全球溫室氣體排放增加的一大來源。（參見中國溫室氣體排放）
中國燃煤發電設施於2021年的裝置容量為1,080吉瓦（Gw，十億瓦），約佔中國發電廠總裝置容量的一半（參見中國發電廠列表）。該國於2020年的燃煤發電廠電力生產佔總發電量的57%。該國的燃煤發電量佔全球一半以上。而中國於2021年上半年又新核准燃煤發電裝置容量5吉瓦。所生產的電力以配額方式迫使公用事業公司購買，而非購買價格更為便宜的再生能源生產的電力。總部位於倫敦的非營利性智庫Carbon Tracker估計中國於2020年燃煤機組平均營運損失約4美元/百萬瓦時（MWh），約60%的電廠在2018年及2019年的現金流量為負數。根據總部設於美國加利福尼亞州的非營利組織能源基金會（Energy Foundation China）於2020年發佈的分析報告，為將全球氣溫升高控制在攝氏1.5°C（相較於第一次工業革命之前的平均氣溫），中國必須在2045年之前將所有不進行碳捕集與封存的燃煤發電廠逐步淘汰。然而中國在2023年仍有許多新的燃煤發電廠獲得批准。燃煤發電廠可根據其發電容量向政府收取費用（煤電廠不再只靠發電量賺錢，而是會獲得一筆固定的補貼，這筆補貼跟電廠的發電能力 ( 容量 ) 有關。中國政府採行此種措施的目的為：企圖將燃煤發電廠轉型為備用支援、維持國內能源安全。但此政策的缺點是可能會導致成本上升，因為即使不發電的煤電廠也可拿到固定金額的補貼。此外，穩定燃煤發電廠的營運也可能會延緩淘汰舊發電廠的速度，減緩該國轉向使用再生能源的進程。
中國是世界上最大的煤炭生產國和消費國，也是最大的煤電用戶。中國（與其他二十大工業國一樣）在2009年承諾將終止功效不彰的化石燃料補貼，但截至2020年，直接補貼仍然存在，支持煤電的主要方式是保障性收購電網的電量 – 電網調度時會優先考慮與電廠簽訂的合同，而非當前發電成本的低廉與否。
該國發改委為遏制燃煤電廠持續快速興建，於2016年4月採取強力行動，發佈於全國許多地區限制建廠的指令。而後在2017年1月不顧地方當局企圖創立就業機會，又取消103座燃煤發電廠的建廠許可（涉及120吉瓦的發電容量）。建廠速率下降是由於該國已建造太多發電廠，而有些既有發電廠的利用率遠低於裝置容量。預計該國到2020年有超過40%的發電廠將出現淨虧損，新建的發電廠可能會成為擱淺資產。據報導該國於2021年有些電廠因被禁止隨高煤價而提高電價，因此瀕臨破產。
Carbon Tracker估計中國燃煤發電廠的平均營運損失為約4美元/百萬瓦時，於2018年及2019年期間約有60%的電廠出現負的現金流量。Carbon Tracker於2020年估計，中國有43%的燃煤發電廠的成本已經高於採用再生能源的，而到2025年，此一比率將上升到94%。根據能源基金會發表的2020年報告，為將全球平均氣溫升高控制在攝氏1.5°C，中國必須在2045年之前將未裝置碳捕集與封存設備的燃煤發電廠逐步淘汰。有份於2021年發表的研究報告，估計所有燃煤電廠都可透過在其財務壽命結束時除役的方式逐步淘汰。

### 水力發電

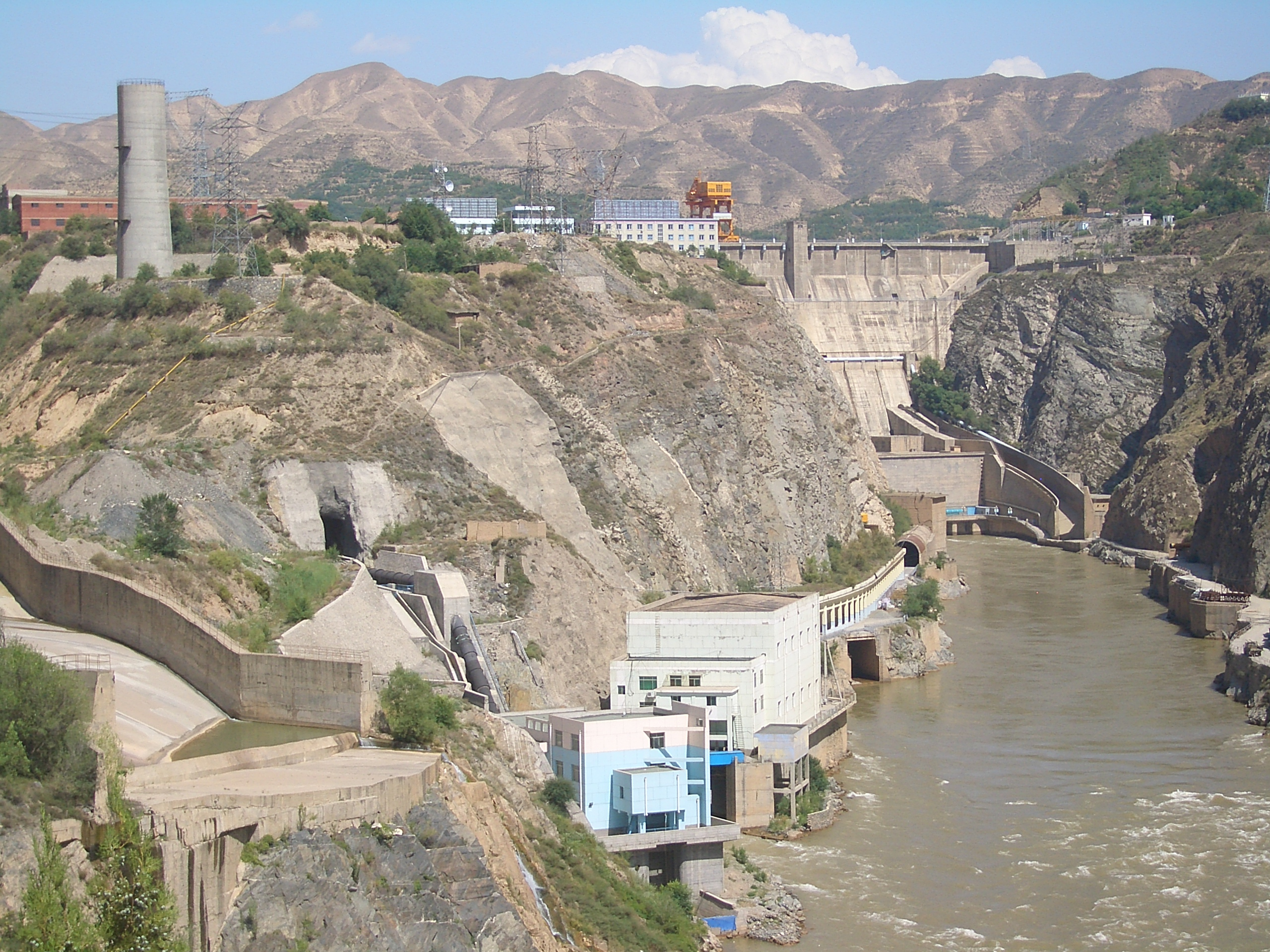
位於甘肅省的劉家峽水電站。

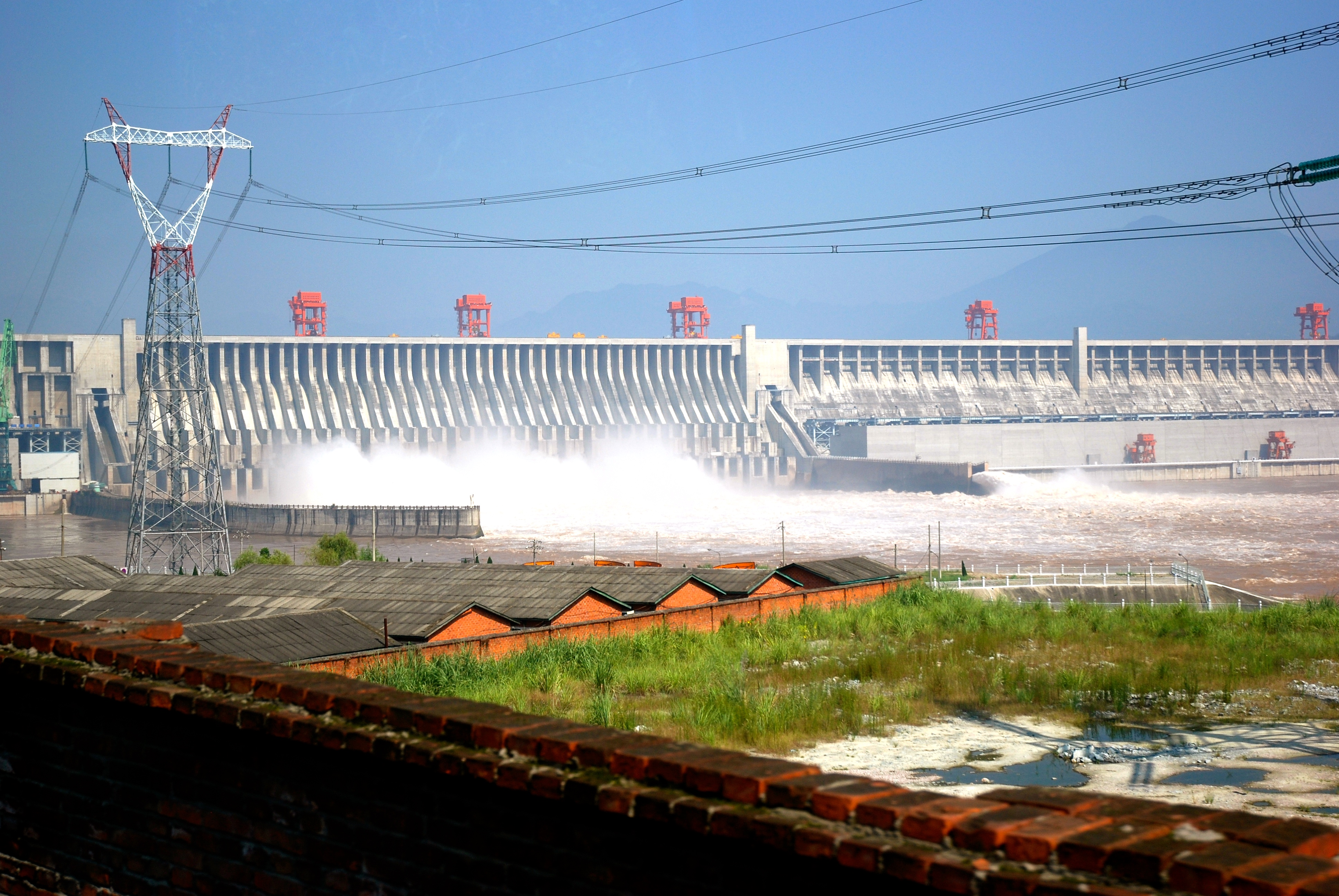
長江三峽大壩是全球此類水力發電廠中最大的，裝置發電容量為22.5吉瓦。

水力發電迄今是中國最大的再生能源，發電量僅次於燃煤發電。中國於2020年的水力發電裝置容量為370吉瓦，比2015年的319吉瓦增加51吉瓦，中國在2009年的裝置容量為172吉瓦。發電容量中包含有抽水蓄能電站。 中國在2021年的水力發電量為1,300太瓦時，佔中國總發電量的15%。在2015年的水力發電量為1,126太瓦時，約佔總發電量的20%。
由於中國化石燃料儲量不足，以及政府追求能源獨立，水力發電在國家能源政策中佔有重要地位。中國潛在的水力發電容量估計高達600吉瓦，但目前技術上可開發和經濟上可行的容量約為500吉瓦。因而該國在水力發電的開發上尚有潛力。該國設定在2020年的裝機容量目標為350吉瓦。現有的水力發電具靈活性，可為太陽能和風能發電提供大量備援。
中國水力發電廠的使用率相對較低，平均容量係數為31%，可能是由於倉促興建和季節性降水變動的結果。此外，由於偏遠地區的水電須經長途輸送到需求集中的東部及南部沿海地區，而在輸送過程中會發生損失。
雖然水力發電是中國最大的再生能源和低度溫室氣體排放來源，但中國建設水壩，對其社會和環境影響巨大，在水庫興建地區的人民搬遷及相關環境問題，值得關注。

### 風力發電

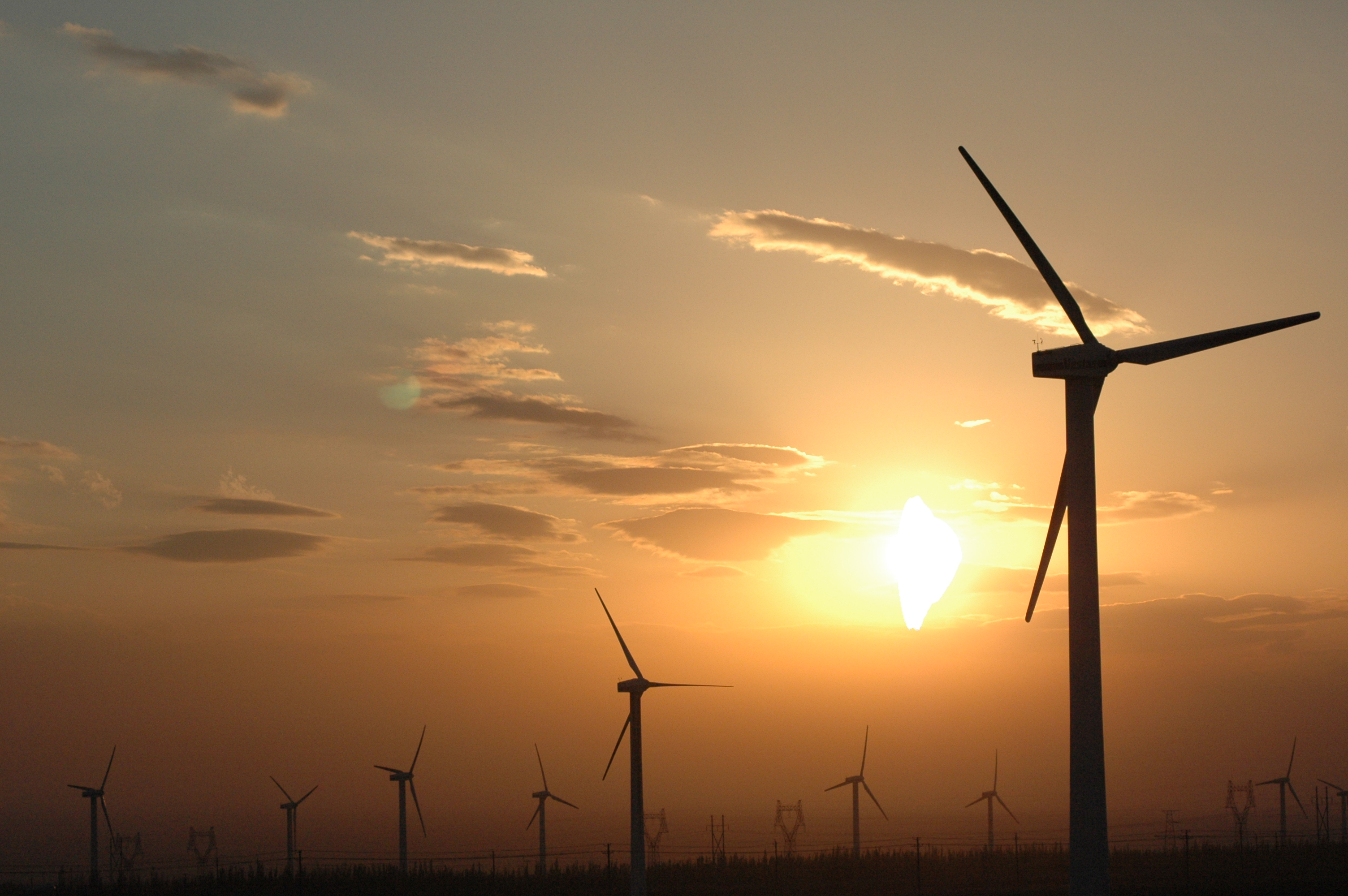
位於新疆維吾爾自治區的風力發電廠之一。

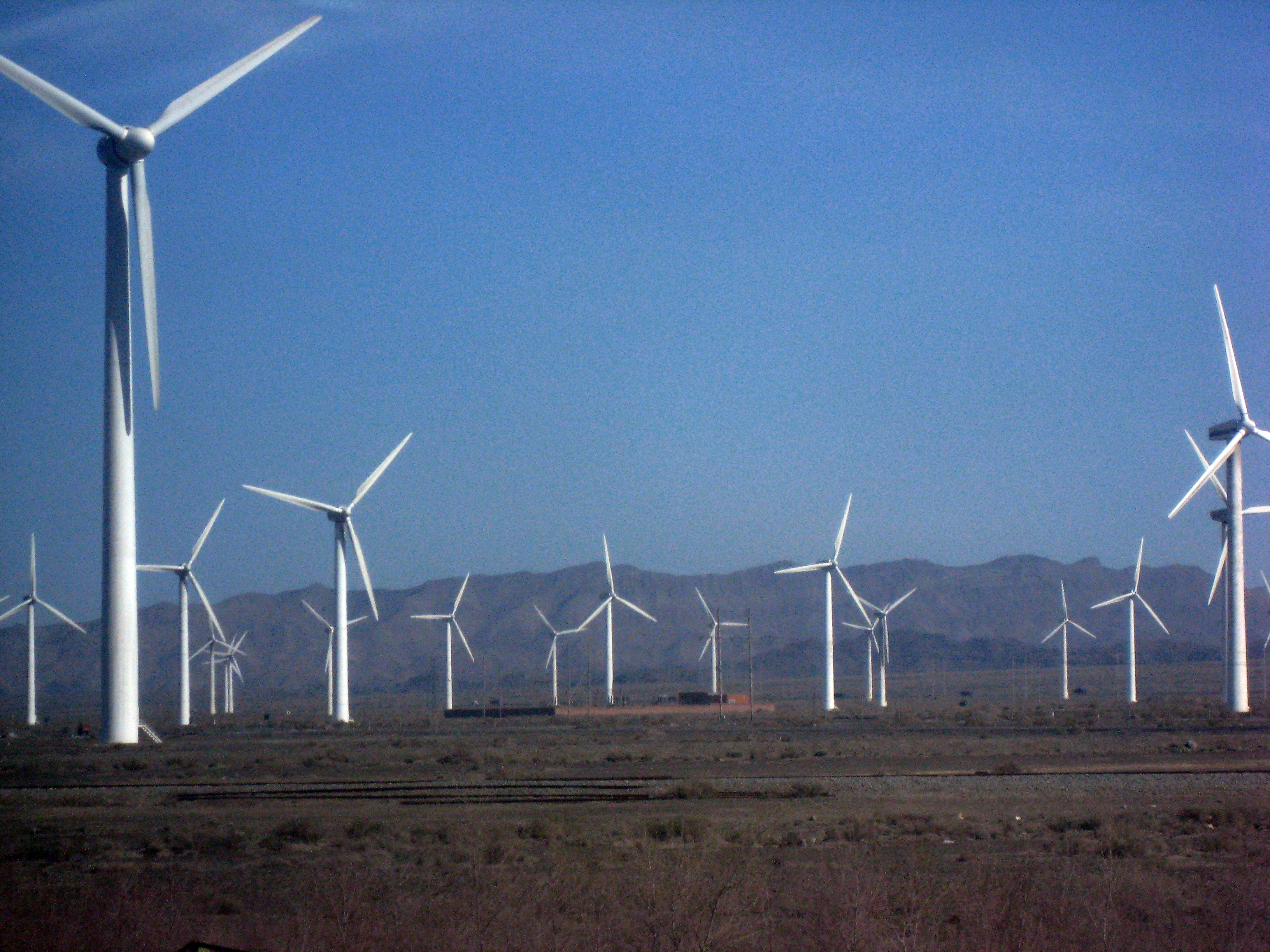
位於新疆的風力發電廠之二。

中國幅員遼闊，海岸線漫長，擁有豐富風能資源：估計中國陸地上可開發容量約為2,380吉瓦，沿海可開發容量為200吉瓦。中國截至2021年底的風電裝置容量為329吉瓦（遠高於2014年的114吉瓦）已向電網提供655,000吉瓦時電力。 中國在2011年設定計畫，將在2015年底安裝風電裝置容量達100吉瓦，年度風力發電量達到190太瓦時。
中國已將風電設定為達成經濟發展的關鍵因素。

### 核能發電
中國在核能發電的策略將從適度發展轉向加速發展。核電將在該國未來扮演更重要的角色。特別是在電力消耗量大的沿海已開發地區，核電將成為該地電力結構中的支柱。截至2023年2月，中國已營運55座核能發電廠，裝置容量57吉瓦，在建電廠有22座，裝置容量24吉瓦，另規劃將建設超過70多個此類發電廠，裝置容量88吉瓦。該國約5%的電力由核能產生。這些發電廠迄2022年的發電量為417太瓦時。該國計劃到2030年安裝200吉瓦的裝置容量，其中包括大規模轉向使用快速增殖反應爐，到本世紀末將安裝1,500吉瓦的裝置容量。

### 太陽能
中國是全球最大的太陽能光電和太陽熱能發電國家。該國截至2021年底已有306吉瓦的太陽能發電量，向電網提供377,000吉瓦時電力（該國總發電量為7,770,000吉瓦時）。而在該國於2020年的7,623,000吉瓦時總發電量中，太陽能發電量為261,100吉瓦時，佔總發電量的3.43%。與2016年的67,400吉瓦時發電量相比，已成長289%，相當於每年成長40.4%。
中國自2013年開始一直是全球領先的太陽能光電設備安裝國（參見全球太陽能光電成長），而該國自2015年開始一直是全球最大的太陽能光電生產國。中國於2017年成為全球首個累計光電裝置容量突破100吉瓦的國家。但是由於電價並沒跟隨一天中不同時段而作調整，因此尚不能有效激勵對應消費而達到供需平衡。
中國也廣泛使用太陽能熱水裝置，截至2014年底總裝置容量為290吉瓦時，約佔全球此類裝置總容量的70%。 設定的2050年目標是將總容量增值1,300吉瓦，如果此目標能夠達成，將可為中國節約龐大的電力需求。

### 天然氣
中國於2021年利用燃燒天然氣的發電量為272太瓦時。
中國是個使用天然氣發電大國，也是全球最大的天然氣消費國和進口國之一。

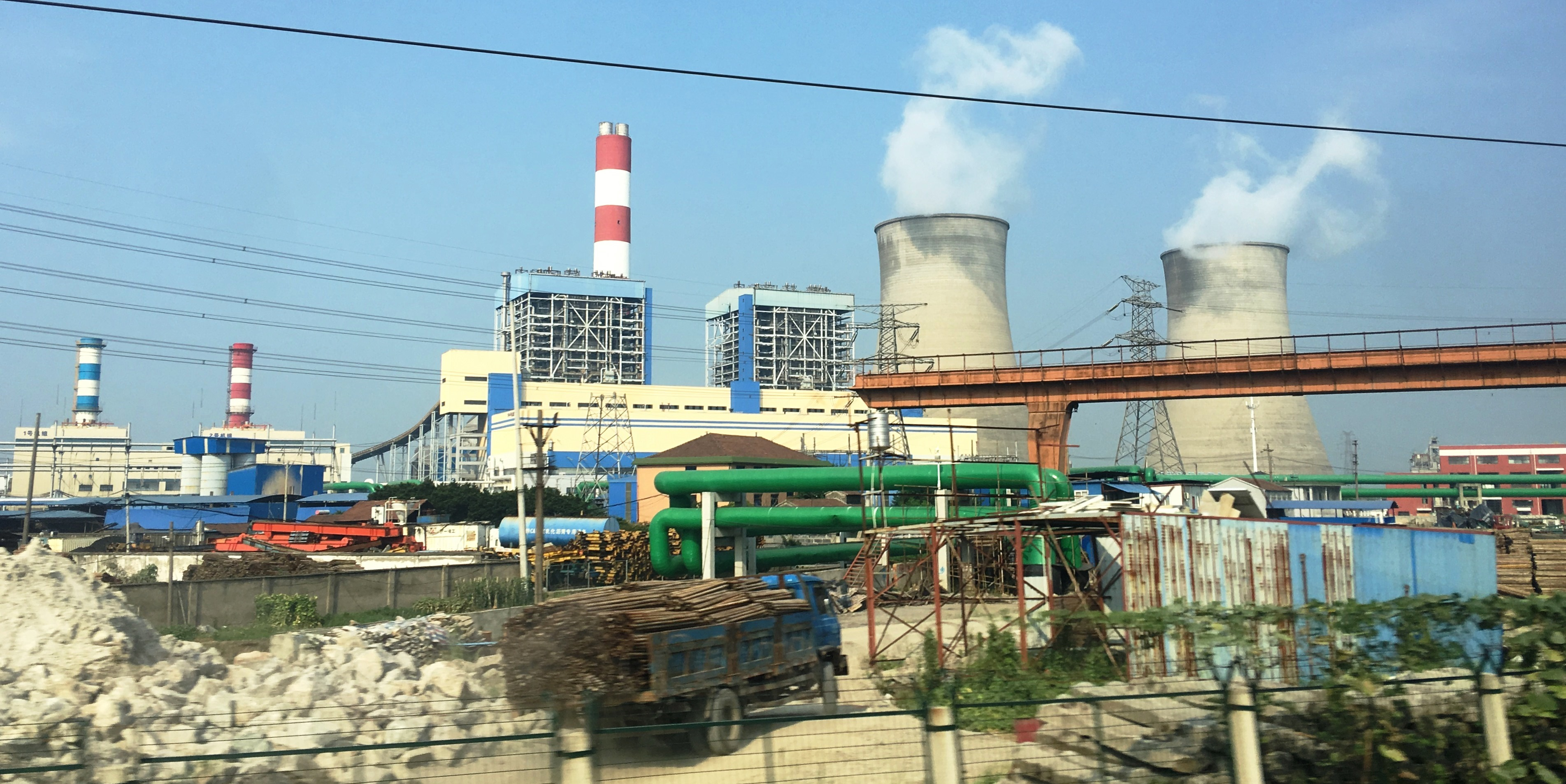
一間位於江蘇省蘇州市燃燒天然氣發電廠。

中國於2023年的天然氣產量大幅成長，總量達到約2,297億立方公尺。表示每年增加近100億立方米，凸顯該國為增加國內產量和減少對進口依賴的目標。雖然國內產量增加，但仍是全球最大的液化天然氣（LNG）進口國，在進口的約1,655.6億立方米中，LNG進口佔很大部分。
中國於同年的天然氣消費量增加至3,888.2億立方公尺，顯示天然氣在中國能源結構中重要性日益升高。中國天然氣進口依賴度為40.9%。

### 生物質和廢棄物

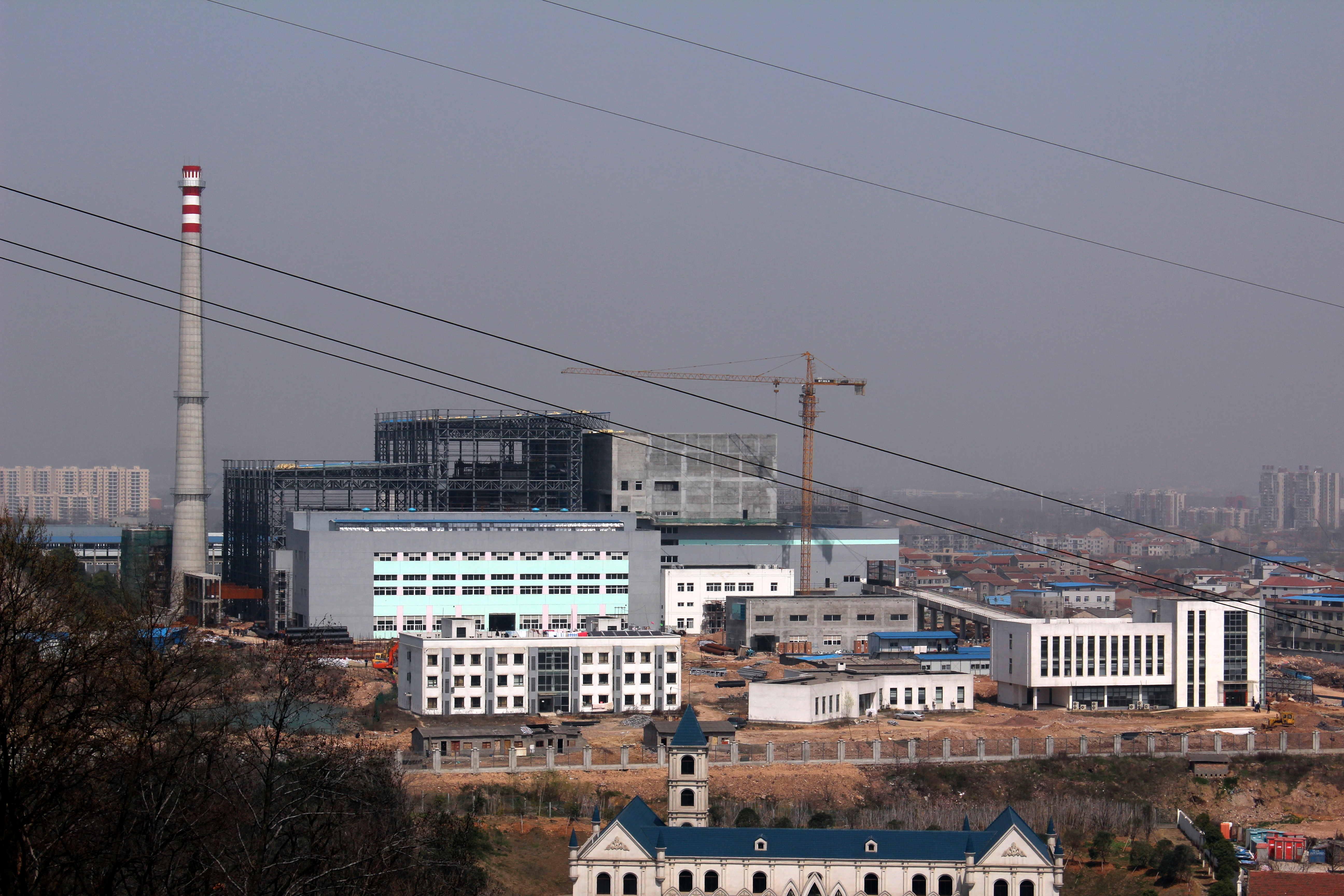
位於武漢市的漢陽鍋頂山生活垃圾焚燒發電廠。

中國於2021年透過生物質、地熱能和其他再生能源的發電量為169太瓦時。
中國自2006年開始實施鼓勵政策以來，生物質能源發電產業投資與成長均加速中。截至2019年，投資額已達到1,502億元人民幣，到2020年將進一步攀升至1,600億元以上，全國在建生物質項目超過1,350個。裝置容量顯著增加，於2019年新增裝置容量達到6,280兆瓦。Covid-19疫情將新增裝置容量降低到僅5,430兆瓦，但該部門的成長趨勢仍在持續向前推進。
該國分別於2012年和2016年推出的政策對於刺激生物質發電的擴張具有重要作用，導致發電量大增。截至2019年，生物質能源發電總產量達到111,100吉瓦時，在2020年進一步上升至132,600吉瓦時，成長迅速。

## 電力貯存
儲能在中國能源佈局中發揮有非常重要的作用，它是風能、太陽能等再生能源大規模併入國家電網的關鍵性推動者。儲能技術透過減緩再生能源的變動性和間歇性，有助於實現更穩定和可靠的電力供應。中國一直在各種儲能解決方案上投入巨資，包括電池儲存系統、抽水蓄能電站和飛輪儲能等。這些技術不僅有助於平衡供需，且有助於提高電力系統的整體效率和韌性。
由於鋰離子電池等技術進步迅速，中國儲能產業經由近年來超過1,000億元人民幣（約139億美元）的投資，而於2023年大幅成長，容量成長近四倍。截至2023年底，新型儲能領域裝置容量已大幅增至31.39吉瓦，年度成長率超過260%，約為2020年容量的十倍。創新技術包括有電化學儲能、壓縮空氣儲能、飛輪儲能及熱儲能，而抽水蓄能並未包括於此類別中。
創立儲存電力設施將可達到平衡電力供需的效果。

## 需量反應
中國政府推出多項政策來促進需量反應（DR）的管理，例如2012年頒布的《電力需求面管理城市綜合試點工作中央財政獎勵資金管理暫行辦法》的通知，或是減少尖峰時段的需求，或是增加非尖峰時段的需求。這種做法對於維持電網穩定性和確保能源的有效利用非常重要。
包括在蘇州市、北京市和上海市等地施行DR試點項目，重點在透過電價改革和訂價策略以鼓勵參與。儘管有此努力，由於仍有電網公司參與率低、電網運行數據缺乏透明度等問題，DR受到阻礙，未能被廣泛採用。
中國提出的DR類型有：
- 透過邀請：地方政府或電網公司邀請消費者參與DR活動，為在指定時段調整電力消費提供經濟誘因。[74][75]
- 即時性：要求參與者即時回應DR訊號，透過最少的通知，可即時符合電網的需求。
- 經濟性：利用峰谷電價等價格訊號，激勵消費者根據電價變動而自願調整能源使用量。

## 傳輸基礎設施

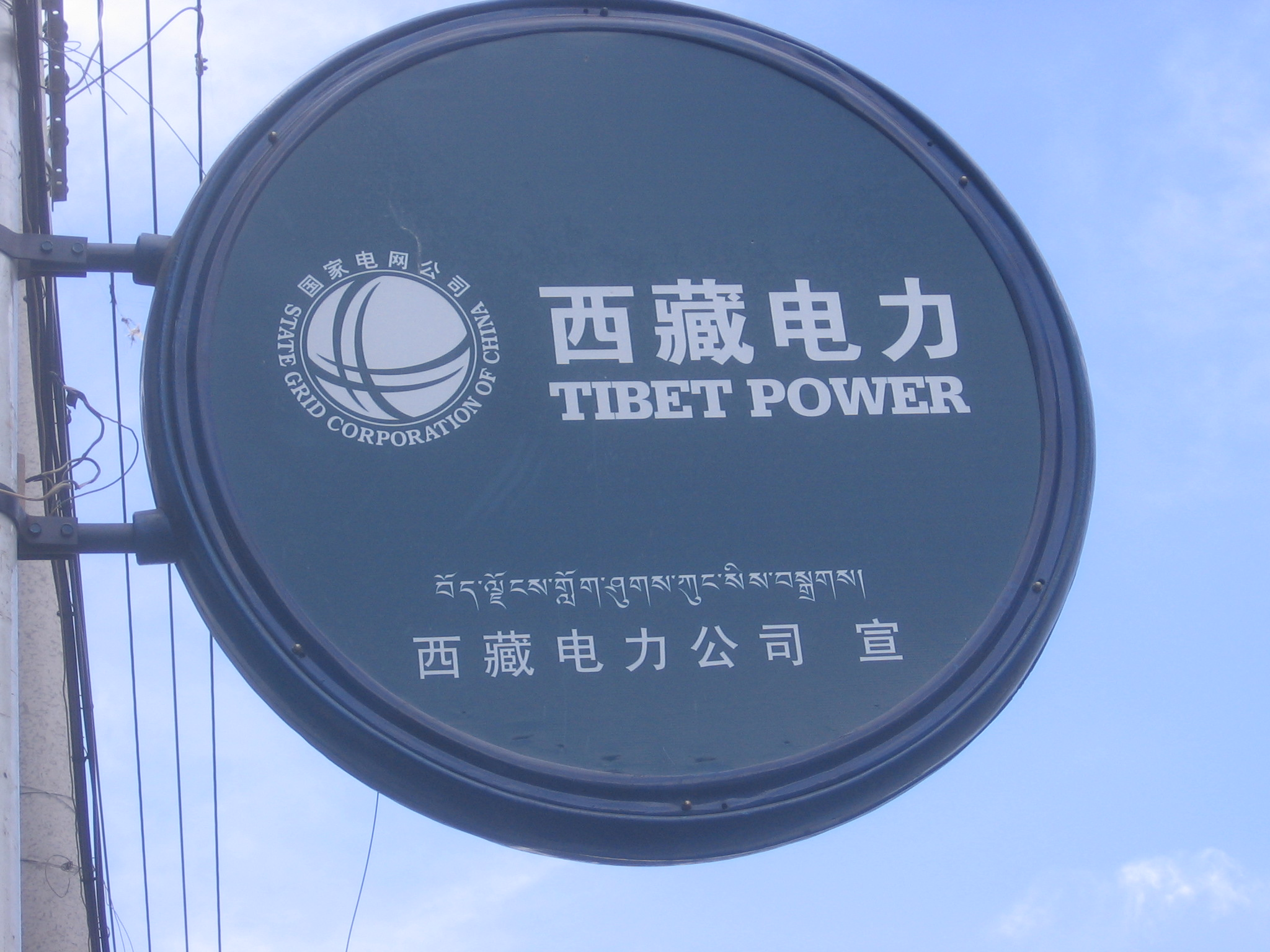
西藏電力有限公司（隸屬於國家電網）負責西藏自治區的供電。

中國中央政府將建立統一國家電網系統作為首要經濟任務，以提高電力系統的整體效率，並降低局部能源危機的風險。它還讓中國能夠開發西部巨大的水力發電潛力，以滿足東部沿海省份不斷增長的需求。中國正規劃智慧電網和相關的先進計量基礎設施。

### 特高壓輸電
中國的主要電力問題之一是通常電力需要長途輸送，而於輸送過程中會發生損失。
中國根據世界已使用的技術做進一步改進，開發出800千伏（800kV）特高壓以進行長距離跨地區輸電，並降低傳輸中的耗損。
中國國家電網公司於2015年提出名為“全球能源互聯網”的輸電網絡概念，建議經長期發展，建立一連接全球80多個國家的一體化智慧電網和特高壓輸電網絡。（pp. 92-93）習近平和中國政府在包括聯合國機構在內的各種內部論壇中積極推動此概念，以爭取支持。（p. 92）

## 業內公司
從中國上市電力公司的投資金額來看，排名在前三名的行政區域是廣東省、內蒙古自治區和上海市，投資金額佔比分別為15.33%、13.84%和10.53%，其次是四川省和北京市。
中國上市電力公司的投資主要集中在火力發電、水力發電和地熱發電領域，於2007年的投資分別達2,163.8億元、977.3億元和485.8億元（均為人民幣）。
中國電力產業的主要參與者有：
五大及其上市子公司：
所謂五大均為國務院國資委直接所屬的國有企業。它們的上市子公司基本上具有獨立性質，因此被視為獨立發電廠，並且本身就是主要的電力供應商。通常五巨頭中每家都擁有全國裝置容量的10%左右，其上市子公司另擁有額外的4%或5%。
- 中國大唐集團

下屬子公司大唐國際發電（港交所:991，上交所:601991）
- 中國國電集團

下屬子公司國電電力發展股份（上交所:600795）
- 中國華電集團

下屬子公司中國華電集團
- 中國華能集團

下屬有子公司華能國際（於紐約證券交易所、港交所與上交所三處上市）
- 國家電力投資集團

下屬子公司中國電力國際發展（於港交所上市）
另有兩家國有企業也擁有上市的獨立發電廠：
- 神華集團

下屬子公司中國神華能源（港交所:1088，上交所:601088）
- 華潤集團

下屬子公司華潤電力控股（港交所：0836）
二線公司:
- 深圳能源
- 廣東省粵電集團有限公司
- 安徽省能源集團有限公司
- 建投能源
- 廣東寶利華新能源股份有限公司
- 山東鲁能泰山電纜
- 廣州發展集團股份有限公司
- 重慶九龍電力股份有限公司
- 重慶涪陵電力工業
- 申能股份
- 申能（集團）
- 川投能源
- 貴州盤江精煤股份有限公司
- 湖南華銀電力股份有限公司
- 山西寶通能源股份有限公司
- 內蒙華電
- 國投電力[80][81]
- 岷江水電
- 南方電網儲能股份有限公司（原名雲南文山電力股份有限公司）
- 廣西能源股份有限公司（原名廣西桂東電力股份有限公司）
- 四川西昌電力股份有限公司
- 明星電力
- 四川廣安愛眾股份有限公司
- 樂山電力股份有限公司
- 福建閩東電力股份有限公司
- 貴州黔源電力股份有限公司

核能和水力發電：
- 中國長江三峽集團
- 中國廣核集團
- 長江電力
- 中國水電
- 廣東美巖吉祥水電有限公司

電網營運商：
- 國家電網
- 中國南方電網
- 正泰集團

## 消費和地域差異
中國的電力超過三分之一提供給工業使用。中國由三個基本上自治的地區組成：大陸、香港和澳門。此三區塊電力標準有部分不同。大陸部份使用A型和I型電源插頭，電壓為220V、50Hz（參見家用交流電源插頭與插座#Type A 與 I），香港及澳門均使用220V、50Hz的G型電源插頭（參見家用交流電源插頭與插座#BS 1363 (Type G)）。因此，跨地區旅行者可能需要用到電源轉換裝置。

## 延伸閱讀
- (报告). Global Energy Monitor. 2021-04-05  [2024-05-21]. （原始内容存档于2021-04-08）.

## 外部連結
- China Electric Power Research Institute – associated with the State Grid Corporation of China
- Office of the National Energy Leading Group
- China Electrotechnical Society （页面存档备份，存于）
- Energy Research Institute of China
- China Electric Power Database （页面存档备份，存于）
- China's oversupply of electric power worrisome （页面存档备份，存于） 2 January 2006 Zhang Mingquan – HK Trade Council
- China Electric Power Industry Forum 的存檔，存档日期2008-10-31.
- China EPower Forum （页面存档备份，存于）

Template:Wind power in China
Template:Renewable energy by country